# Wydawnictwo Literackie

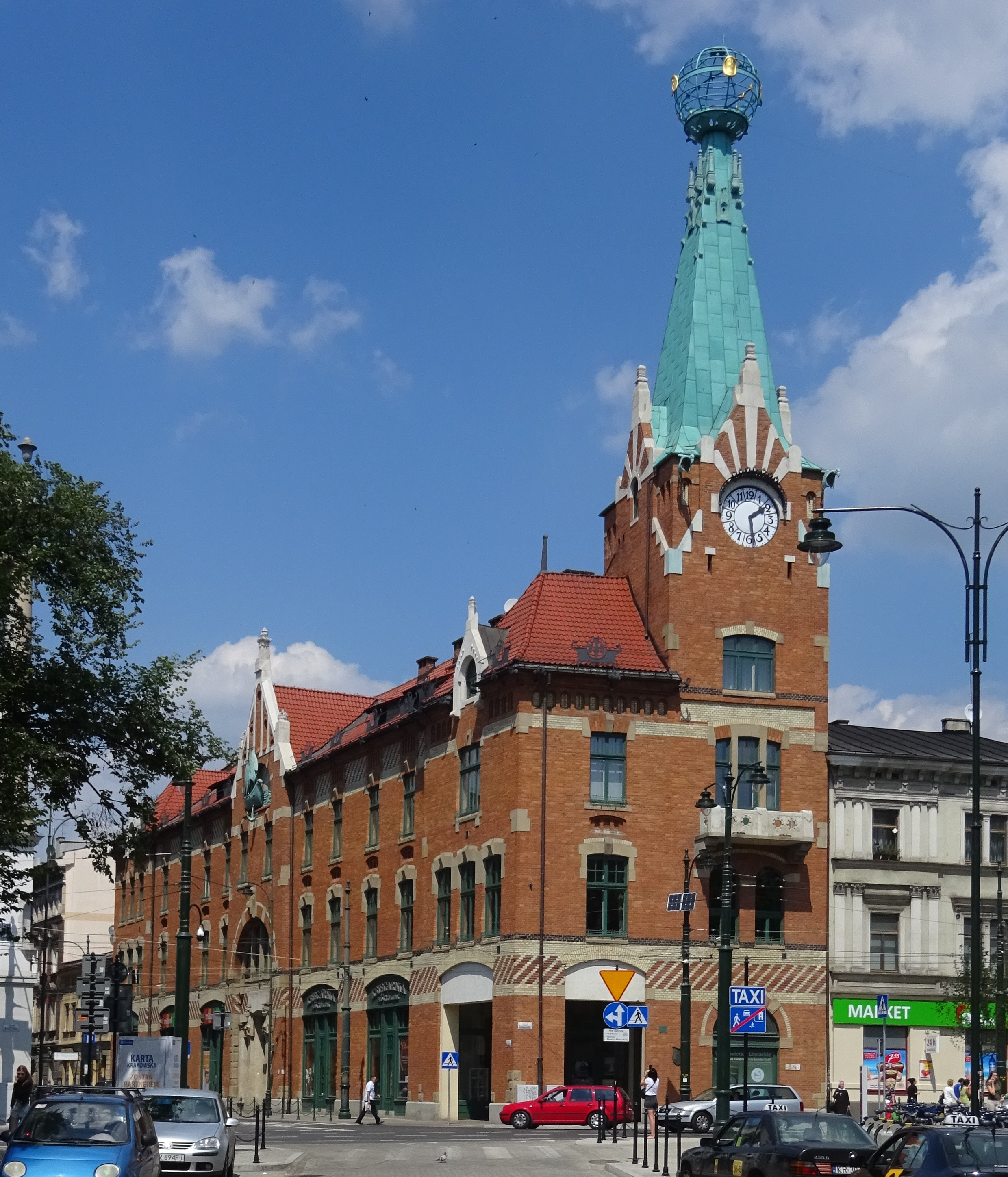
Dom pod Globusem, Długa 1, Kraków, siedziba Wydawnictwa Literackiego

Wydawnictwo Literackie (WL) – polskie wydawnictwo założone w 1953 w Krakowie. Od 1973 mieści się w domu „Pod Globusem” przy ulicy Długiej 1.
Publikuje przede wszystkim literaturę piękną oraz literaturę obyczajową, literaturę faktu (wspomnienia, biografie, autobiografie, listy), książki historyczne, młodzieżowe i dziecięce, muzyczne, popularnonaukowe i poradniki (psychologiczne, modowe i lifestyle’owe). Wydaje polskich i zagranicznych autorów, których książki otrzymują nagrody literackie.
Wydawnictwo Literackie współpracuje z takimi imprezami literackimi jak Conrad Festival w Krakowie i Big Book Festival w Warszawie, współtworząc ich program. Samodzielnie w roku 2010 zorganizowało Festiwal „Mrożek na XXI wiek” z okazji 80. urodzin Sławomira Mrożka i premiery pierwszego tomu jego Dziennika, a w roku 2012 Jubileusz 75-lecia powieści Ferdydurke Witolda Gombrowicza.
Wydawnictwo Literackie kontynuuje tradycję edytorstwa naukowego. Wydano korespondencję Sławomira Mrożka, Stanisława Lema, opublikowano Kronos Witolda Gombrowicza i dzieła zebrane Gustawa Herlinga-Grudzińskiego. W Wydawnictwie Literackim ukazały się m.in. bestsellery Katarzyny Grocholi, Marzenia i tajemnice Danuty Wałęsy, Tak sobie myślę… Jerzego Stuhra i Księgi Jakubowe Olgi Tokarczuk.
Wydawnictwo Literackie jest fundatorem Nagrody im. Henryka Wereszyckiego i Wacława Felczaka, przyznawanej za prace dotyczące dziejów narodów Europy Środkowo-Wschodniej XIX i XX wieku oraz ich relacji z Polską.

## Autorzy
Wśród osobistości polskiej kultury, których książki ukazały się w Wydawnictwie Literackim należy wymienić noblistów: Wisławę Szymborską, Czesława Miłosza, Olgę Tokarczuk, a także Witolda Gombrowicza, ojca Joachima Badeniego, Stanisława Barańczaka, Władysława Bartoszewskiego, Zygmunta Baumana, Jana Błońskiego, Andrzeja Bobkowskiego, Zbigniewa Brzezińskiego, Karla Dedeciusa, Michała Głowińskiego, Gustawa Herlinga-Grudzińskiego, Józefę Hennelową, Marię Janion, Stanisława Lema, Henryka Markiewicza, Sławomira Mrożka, Marię Orwid, Wojciecha Pszoniaka, Tadeusza Różewicza, Tomasza Stańkę, Jerzego Stuhra, Dorotę Sumińską, Jana Józefa Szczepańskiego, Hannę Świda-Ziembę, Jana Twardowskiego, Karola Wojtyłę, Adama Zamoyskiego, Antoninę Żabińską.
Polscy pisarze związani z Wydawnictwem Literackim:
Janusz Anderman, Jacek Dehnel, Jacek Dukaj, Wojciech Engelking, Anna Janko, Ignacy Karpowicz, Hanna Krall, Mikołaj Łoziński, Dorota Masłowska, Magdalena Miecznicka, Andrzej Muszyński, Łukasz Orbitowski, Kazimierz Orłoś, Jerzy Pilch, Marian Pilot, Jerzy Sosnowski, Olga Tokarczuk, Szczepan Twardoch
Eseiści, krytycy i autorzy non-fiction:
Przemysław Czapliński, Tomasz Fiałkowski, Aleksander Fiut, Tomasz Grzywaczewski, Jerzy Jarzębski, Anna Kamińska, Michał Paweł Markowski, Tadeusz Nyczek, Marian Stala, Jadwiga Staniszkis, Agata Tuszyńska, Teresa Walas, Barbara Włodarczyk, Ewa Woydyłło, Paulina Wilk
Gwiazdy literatury popularnej:
Katarzyna Grochola, Marta Fox, Grzegorz Kasdepke, Katarzyna Krenz, Roma Ligocka, Katarzyna Michalak, Jerzy Niemczuk, Katarzyna T. Nowak, Agnieszka Pilaszewska, Dorota Terakowska, Janusz L. Wiśniewski
Historycy:
Andrzej Andrusiewicz, Henryk Batowski, Czesław Brzoza, Andrzej Chwalba, Henryk Ćwięk, Niall Ferguson, Ryszard Kaczmarek, Kazimierz Krajewski, Jan M. Małecki, Mariusz Markiewicz, Grzegorz Motyka, Andrzej Nowak, Andrzej Paczkowski, Artur Patek, Andrzej Pepłoński, Andrzej Przewoźnik, Anna Reid, Jan Rydel, Douglas Smith, Andrzej Leon Sowa, Stanisław Szczur, Ryszard Terlecki, Janusz Węc, Adam Zamoyski
Poeci:
Justyna Chłap-Nowakowa, Julia Hartwig, Zbigniew Herbert, Urszula Kozioł, Jerzy Kronhold, Ewa Lipska, Piotr Matywiecki, Jarosław Mikołajewski, Ewa E. Nowakowska, Czesław Miłosz, Jolanta Stefko, Tadeusz Różewicz, Wisława Szymborska, Halina Poświatowska, Piotr Szewc, Janusz Szuber, Jan Sztaudynger, Adam Zagajewski
Autorzy zagraniczni:
Margaret Atwood, John Banville, John D. Barrow, Jessie Burton, Walter Benjamin, Hans Georg Berg, Thomas Bernhard, Jorge Luis Borges, Michael Brooks, Andrea Camilleri, Martín Caparrós, Emmanuel Carrere, Eleanor Catton, Julia Child, Lars Saabye Christensen, Rachel Cusk, Kiran Desai, Annie Dillard, Jonathan Dimbleby, Robin Dunbar, Joel Egloff, T.S. Eliot, Anne Enright, Hans Magnus Enzensbergera, Oriana Fallaci, Niall Ferguson, Richard Flanagan, George Friedman, Max Frisch, Anna Gavalda, William Golding, Yaa Gyasi, Sophie Hannah, Tim Harford, Max Hastings, Marlon James, Wieniedikt Jerofiejew, Paul Kalanithi, Sue Monk Kidd, Karl Ove Knausgärd, Hedi Kaddour, Eka Kurniawan, Maylis de Kerangal, Åsa Larsson, Doris Lessing, Primo Levi, Jonathan Littell, Maja Lunde, Armistead Maupin, Cormac McCarthy, Lucy Maud Montgomery, Alice Munro, Amélie Nothomb, Chigozie Obioma, Orhan Pamuk, Sean Penn, Wiktor Pielewin, Sylvia Plath, Thomas Pynchon, Atiq Rahimi, Tom Reiss, Philip Roth, Kazuki Sakuraba, Steve Sem-Sandberg, Philippe Segur, Elif Shafak, Morten Stroksnes, Ian Stewart, Isaac Bashevis Singer, Gonçalo M. Tavares, Jurgen Thorwald, Mika Waltari, Virginia Woolf

## Historia

### Lata 1953–2003
Wydawnictwo Literackie zostało utworzone w 1953 r. Specjalizowało się przede wszystkim w wydawaniu opracowanych krytycznie dzieł zebranych oraz wybranych, co zaowocowało powstaniem wielu serii. Pierwszym dyrektorem oficyny był Aleksander Słapa, a redaktorem naczelnym krytyk, członek zespołu redakcyjnego „Życia Literackiego”, dr Henryk Vogler. Pierwszą zapowiadaną książką miał być wybór listów Juliana Marchlewskiego do Stefana Żeromskiego i Władysława Orkana. Kiedy jednak w czerwcu 1953 roku pojawiły się publikacje Wydawnictwa Literackiego, były to najpierw Wybór poezji Adama Asnyka, Dwie noce Walerego Łozińskiego, powieść W Roztokach Władysława Orkana, Igrce w Barbakanie Adama Polewki oraz poemat o Koperniku Tadeusza Śliwiaka Astrolabium z jodłowego drzewa. W 1953 roku ukazały się także książki Ludwika Jerzego Kerna, Henryka Markiewicza, Sławomira Mrożka.
W opracowaniu pt. Klasyka w Wydawnictwie Literackim, u progu lat dziewięćdziesiątych, czytamy:
„Zakres historyczno-literacki programu klasyki i zasady edytorskie zaczęli kształtować wówczas dyrektor Aleksander Słapa i pierwszy kierownik Redakcji Klasycznej, a potem dyrektor i redaktor naczelny Jerzy Skórnicki, wspólnie z wybitnymi historykami literatury i edytorami tamtych lat, m.in. Julianem Krzyżanowskim, Henrykiem Markiewiczem, Stanisławem Pigoniem, Leonem Płoszewskim i Kazimierzem Wyką”.
Pierwsza dekada istnienia WL wyznaczyła kierunek i profil wydawnictwa. Za rządów Aleksandra Słapy i Henryka Voglera ukazało się 869 pozycji, wśród nich dzieła takich twórców jak: Jan Błoński, Roman Brandstaetter, Stanisław Brzozowski, Andrzej Bursa, Stanisław Czycz, Kornel Filipowicz, Konstanty Ildefons Gałczyński, Witold Gombrowicz, Jarosław Iwaszkiewicz, Franz Kafka, Andrzej Kijowski, Stefan Kisielewski, Jalu Kurek, Jerzy Kwiatkowski, Stanisław Jerzy Lec, Stanisław Lem, Aniela Łempicka, Włodzimierz Maciąg, Stanisław Mackiewicz, Henryk Markiewicz, Tadeusz Mikulski, Czesław Miłosz, Sławomir Mrożek, Tadeusz Nowak, Stanisław Pigoń, Halina Poświatowska, Marian Promiński, Ksawery Pruszyński, Julian Przyboś, Tadeusz Różewicz, Bruno Schulz, Zofia Starowieyska-Morstinowa, Jan Józef Szczepański, Jan Sztaudynger, Wisława Szymborska, Anna Świrszczyńska, Leopold Tyrmand, Kazimierz Wyka, Tadeusz Żeleński-Boy, czy Juliusz Żuławski.
W czasie „odwilży” po Październiku ’56 w Wydawnictwie Literackim starano się wydawać Gombrowicza i Miłosza. Ukazał się jednak tylko tom Bakakaj. Na dzieła Miłosza (mimo podpisanych umów) przyszło czekać jeszcze kilka dekad.
W 1964 r. dyrektorem i redaktorem naczelnym został Jerzy Skórnicki, który skupił się przede wszystkim na podtrzymaniu ogólnopolskiego charakteru wydawnictwa. W dalszym ciągu dążył także do pozyskiwania zarówno uznanych, jak i dopiero debiutujących pisarzy. Działania Skórnickiego przyczyniły się do uporządkowania dorobku polskiej kultury narodowej.
Kolejną osobą na stanowisku dyrektora Wydawnictwa Literackiego był Andrzej Kurz, który pełnił tę funkcję w latach 1971–1981 i 1983–1990. Ważnymi pozycjami dla tamtego okresu były dzieła o charakterze historycznym, pamiętnikarskim i cracoviana. Za kadencji A. Kurza w 1986 roku wydano dziewięciotomową edycję Dzieł Witolda Gombrowicza pod redakcją Jana Błońskiego, wznawianą w latach 1987–1989. Pracował nad nią zespół doświadczonych redaktorów pod kierownictwem m.in. Janiny Bahrowej, Teresy Podoskiej, Zofii Górzyny, Jadwigi Grodzickiej. Edycja ta miała swoją kontynuację w drugiej – rozszerzonej do szesnastu tomów – serii Dzieł tego wielkiego autora (jako redaktor naukowy dołączył wówczas Jerzy Jarzębski). W 2002 roku, pod patronatem honorowym Rity Gombrowicz i Jerzego Giedroycia oraz ministra kultury, rozpoczęto nową edycję Pism zebranych autora Ferdydurke, opracowywaną przy współpracy Włodzimierza Boleckiego, Jerzego Jarzębskiego i Zdzisława Łapińskiego.
W okresie, gdy redaktorem naczelnym WL był Andrzej Kurz, wprowadzono także nowe serie: Dawnej Literatury Angielskiej, Fantastyki i Grozy, Z Klepsydrą oraz cykl zatytułowany Stanisław Lem poleca, a przede wszystkim, liczącą ostatecznie około dwustu tytułów, włączoną jeszcze do planów wydawniczych przez Jerzego Skórnickiego serię Prozy Iberoamerykańskiej. Utwory Gabriela Garcii Márqueza, Julio Cortázara, Jorge Luisa Borgesa, Mario Vargasa Llosy, José Lezamy Limy, Juana Carlosa Onettiego, Ernesto Sábato, Carlosa Fuentesa wydano pod opieką redakcyjną Marii Kaniowej.
Literatura przekładowa zawsze była w Wydawnictwie obecna, ale od lat siedemdziesiątych wyraźnie wzrosła zarówno liczba wydawanych tytułów, jak i wysokość nakładów. Wydano – nie licząc antologii i zbiorów – ponad tysiąc autorów anglojęzycznych, a także francuskich, niemieckich, włoskich, rosyjskich, czeskich, bułgarskich, rumuńskich, węgierskich oraz innych. W 1972 roku zapoczątkowano kontynuowaną do dziś Serię Dwujęzyczną, w której znalazły się nazwiska największych poetów różnych epok, od Petrarki, Osipa Mandelsztama, Sylvii Plath po Czesława Miłosza, Zbigniewa Herberta i Wisławę Szymborską.
Zastępcą redaktora naczelnego (w latach 1972–1981), a potem redaktorem naczelnym (w latach 1982–1988) były Katarzyna Krzemuska i równolegle (w latach 1984–1989) Krystyna Migdalska. Lata siedemdziesiąte zapisały się w dziejach Wydawnictwa wzrostem prestiżu, znaczącym rozszerzeniem profilu oraz wyraźnym przyspieszeniem mechanizmów sprzedaży i reklamy.
Kryzys nastąpił w latach 1981–1996. Taki stan rzeczy był wynikiem przekształceń i przesileń rynkowych charakterystycznych dla przemian gospodarczych w Polsce tamtego okresu. Rezultatem tych problemów była duża rotacja widoczna na stanowisku dyrektora: 1982–1983 pełnił tę funkcję Ireneusz Maślarz, 1983–1990 Andrzej Kurz, 1990–1992 Bogdan Rogatko, 1992–1993 Jerzy Kowalczyk, a w latach 1993–1998 Janusz Adamczyk.
Wyraźnie pogłębiający się kryzys w pierwszej połowie lat 90. zagrażał istnieniu Wydawnictwa. W 1996 roku Rada Pracownicza przeprowadziła radykalną zmianę kierownictwa – dyrektorem został wówczas Janusz Adamczyk, redaktorem naczelnym Małgorzata Nycz, sekretarzem Wydawnictwa Barbara Drwota, a szefem promocji Krzysztof Lisowski – oraz wprowadziła zmiany w systemie zarządzania, które stały się podstawą przyspieszonego rozwoju firmy. Wśród nich znajdowały się także wewnątrzredakcyjne przemiany organizacyjne, mające jednak znaczący wpływ na sprawność i wyniki pracy całego zespołu. Wtedy to Wydawnictwo otrzymało prestiżową Nagrodę Sezonu Wydawniczo-Księgarskiego Ikar ’97 za „skuteczny i efektowny powrót do świetnych tradycji oficyny, za ambitny program wydawniczy poświadczany m.in. seriami Lekcja Literatury, Obrazy Współczesności, Leksykony Historii i Kultury Polskiej, odnowioną poetycką Serią Dwujęzyczną (w opracowaniu graficznym Andrzeja Dudzińskiego) oraz sfinalizowaniem edycji Dzieł Gombrowicza”.
Grażyna Borkowska w artykule pod wiele mówiącym tytułem Druga młodość Wydawnictwa Literackiego napisała:
„Wydawnictwo Literackie odżyło! Po latach ciszy pozornej lub faktycznej stagnacji stało się na powrót jedną z najważniejszych polskich oficyn. (...) Co wyróżnia tę oficynę? Po pierwsze, bardzo precyzyjnie zakreślony obszar penetracji. Mówiąc w pewnym przybliżeniu, jest nim literatura modernizmu w szerokim, anglosaskim znaczeniu tego słowa, a więc twórczość literacka pisana w końcu wieków – dziewiętnastego i dwudziestego. Po drugie, skłonność do postrzegania literatury jako serii. Myślę, że to nie tylko chwyt komercyjny. Budowanie serii to szukanie wewnętrznego porządku, strukturowanie rzeczywistości literackiej, nadawanie sensu chaotycznemu napływowi tekstów i głosów, tworzenie hierarchii. Po trzecie, znakomita, wzorowa wręcz współpraca ze środowiskiem badaczy, krytyków literackich; dzięki temu mogła powstać np. seria Klasyków Nowoczesnej Literatury, konkurencyjna, jak można sądzić, wobec wydań Biblioteki Narodowej. I po czwarte, towarzyska otwartość, która sprawia, że siedziba wydawnictwa pełni funkcję salonu literackiego. Bardzo zresztą demokratycznego i pozbawionego wszelkiej sztuczności. Po prostu miło tam zajrzeć i porozmawiać”.
W 1998 roku Małgorzata Nycz w rozmowie z Lechem A. Merglerem z „Kuriera Czytelniczego” tak tłumaczyła zadziwiającą wielu metamorfozę:
„Nie zakładaliśmy przecież nowego wydawnictwa w 1989 roku, ale musieliśmy przekształcić jedną z największych oficyn wydawniczych PRL w nowoczesne przedsiębiorstwo. (...) Najtrudniej chyba było skonstruować zespół zarządzający, to jedna z najsłabszych stron początków tej transformacji. A to, co pierwotnie wydawało się «mniej potrzebne» – czyli zespół redakcyjny – w gruncie rzeczy okazało się naszą siłą, bo to właśnie zespół redakcyjny stworzył firmę na nowo. Wiele się nauczył, ale potrafił też zaadaptować się do nowych warunków”.
W marcu 1999 roku na drodze konkursu dyrektorem Wydawnictwa Literackiego została Barbara Drwota, pełniąca już od dwóch i pół roku funkcję sekretarza wydawnictwa. Uporządkowano wówczas sprawy finansowe firmy i przede wszystkim podjęto decyzję o prywatyzacji wydawnictwa.
W ciągu kilku lat wprowadzono na rynek nowe serie i dokonano zmian w propozycjach kontynuowanych. Powiększono też grono autorów. Rozpoczęto wydawanie serii Leksykonów Historii i Kultury Polskiej oraz czterotomowego cyklu Historii Polski autorstwa krakowskich historyków, przeznaczonego dla środowisk akademickich; wydano trzytomową edycję Najnowszej historii świata 1945–1995 pod redakcją Artura Patka, Jana Rydla i Janusza J. Węca; podjęto prace nad nową edycją Pism Witolda Gombrowicza; rozpoczęto współedycję Dzieł Czesława Miłosza, ukazały się też jego nowe książki: Abecadło, Wyprawa w Dwudziestolecie, Traktat poetycki z moim komentarzem. Rozpoczęto edycję Dzieł zebranych Stanisława Lema pod redakcją Jerzego Jarzębskiego, a później, od 2001 roku, dzieł Antoniego Kępińskiego. Opublikowano też pierwsze tomy naukowego opracowania Dzieł Haliny Poświatowskiej; kontynuowano lub zakończono krytyczne wydania zebranych tekstów Jana Kasprowicza, Karola Irzykowskiego, Tadeusza Peipera oraz Biblioteki Poetów Młodej Polski, wydano kolejne tomy listów Stanisława Wyspiańskiego. Zapoczątkowano również nowe serie: Pisarzy Języka Niemieckiego (w jednorodnej szacie graficznej autorstwa Andrzeja Dudzińskiego), publikowaną pod patronatem Karla Dedeciusa i przy udziale najlepszych polskich tłumaczy, serię Lekcja Literatury pod redakcją Krzysztofa Lisowskiego i Małgorzaty Nycz (a w niej m.in. utwory Gustawa Herlinga-Grudzińskiego, Bolesława Leśmiana, Ewy Lipskiej, Czesława Miłosza, Juliusza Słowackiego, Jana Józefa Szczepańskiego, Wisławy Szymborskiej, ks. Jana Twardowskiego); serię Klasycy Nowoczesnej Literatury – z Pożegnaniem jesieni S.I. Witkiewicza w monograficznym opracowaniu Włodzimierza Boleckiego – oraz serię krytyczną Obrazy Współczesności, m.in. z książkami Przemysława Czaplińskiego, Aleksandra Fiuta, Jerzego Jarzębskiego, Michała P. Markowskiego, Tadeusza Nyczka, Andrzeja Paczkowskiego i Teresy Walas. Ukazały się: obszerny Dziennik Bronisława Malinowskiego i Dziennik Mieczysława Jastruna. Kontynuowano edycję Dziejów Krakowa, wydając tom czwarty – pracę zbiorową Kraków w latach 1918–1939, i tom piąty – Kraków w latach 1939–1945 Andrzeja Chwalby (tom pierwszy autorstwa Jerzego Wyrozumskiego ukazał się w 1992 roku).
Po dwóch latach dyrektorowania Barbary Drwoty w artykule Sukces przed prywatyzacją Łukasz Gołębiewski napisał:
„Trzeba przyznać, że jak na państwową firmę w przeddzień prywatyzacji Wydawnictwo Literackie rozwija się nadzwyczaj dynamicznie. W ciągu ostatnich pięciu lat liczba wydawanych tytułów wzrosła dwukrotnie, nakłady – czterokrotnie, a obroty blisko sześciokrotnie. Żadne państwowe wydawnictwo nie ma takich wyników, podobnie jak żadna oficyna o profilu literackim”.
Wśród bestsellerów tamtego okresu znaleźć można: Elementarz ks. Jana Twardowskiego (nakład 117 000 tys.) i Pod Mocnym Aniołem Jerzego Pilcha (ponad 123 tysiące). Inne popularne wówczas tytuły to Okamgnienie oraz Świat na krawędzi Stanisława Lema, Ferdydurke Witolda Gombrowicza, Poczwarka Doroty Terakowskiej, Upadek człowieka pod Dworcem Centralnym Jerzego Pilcha, Rozstania Magdy Dygat, praca zbiorowa Dzieje Polski pod redakcją Andrzeja Chwalby, Kobieta w podróży Romy Ligockiej.
W tym samym czasie zaczęto również wprowadzać w życie plan sprywatyzowania Wydawnictwa. Okazało się to możliwe dzięki współpracy Barbary Drwoty z Janem Michalskim – właścicielem oficyny Noir sur Blanc. Jan Michalski i Barbara Drwota byli pomysłodawcami nowej strategii dla WL, to z ich marzeń i planów zrodziła się wizja Wydawnictwa wkraczającego w XXI wiek.

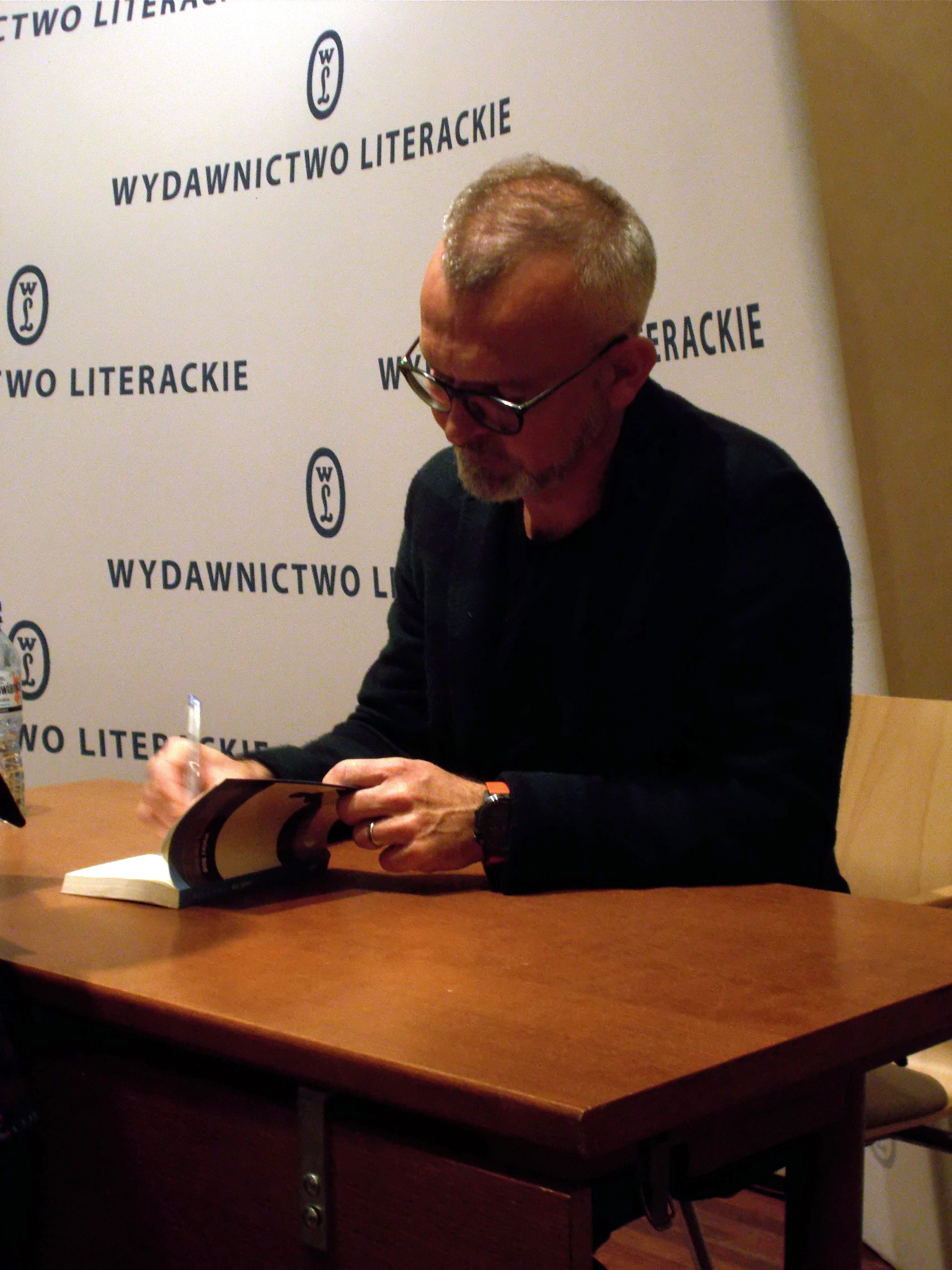
Wojciech Tochman

Po śmierci Barbary Drwoty i Jana Michalskiego dzieło prywatyzacji kontynuowała Vera Michalski-Hoffmann – wydawczyni i właścicielka kilku oficyn wydawniczych. Jej starania zakończyły się sukcesem w 2003 roku.

### Lata 2003–2017
Dzięki prywatyzacji odnotowano poprawę sytuacji finansowej WL. Wprowadzono do katalogu Wydawnictwa Literackiego nowych autorów – polskich i zagranicznych. W stałej sprzedaży znajduje się ponad pół tysiąca tytułów krakowskiej oficyny.
Wydawnictwo kierowane jest przez Verę Michalski-Hoffmann i prezes wydawnictwa Annę Zarembę.

## Siedziba
Pierwsza siedziba Wydawnictwa Literackiego mieściła się na zapleczu księgarni Skarbnica przy ul. Wiślnej 3. W 1953 r. przeniesiono się do kamienicy przy ul. Basztowej 10. Trzecim budynkiem zajmowanym przez wydawnictwo był barak u zbiegu alei Focha i Krasińskiego. W latach 1956–1973 Wydawnictwo zajmowało kamienicę Pod Krukami przy Rynku Głównym 25.
Na przełomie lat 1973/1974 WL przeniosło się do Domu pod Globusem przy ulicy Długiej 1, gdzie pozostaje.

## Ważniejsze serie wydawnicze
- Biblioteka Klasyki Polskiej i Obcej (międzywydawnicza)
- Biblioteka Romantyczna
- Biblioteka Poezji Młodej Polski
- Seria Tatrzańska
- Portrety Wielokrotne
- Seria Eseju Klasycznego
- Biblioteka Studiów Literackich
- Dawnej Literatury Angielskiej
- Fantastyka i Groza
- Z Klepsydrą
- Stanisław Lem poleca
- Proza Iberoamerykańska
- Seria Dwujęzyczna
- Wspomnienia oświęcimskie
- Cykl wspomnień Żydów krakowskich
- Lekcja Literatury
- Obrazy Współczesności
- Leksykon Historii i Kultury Polskiej
- Seria Klasyków Nowoczesnej Literatury
- Cykl Historii Polski
- Pisarzy Języka Niemieckiego
- Fantastyka Polska

## Nagrody
Wśród autorów WL wyróżnić można laureatów takich nagród jak: Nagrody Nobla, Nagrody Pulitzera, Nagrody Bookera, Nagrody Literackiej Nike, Nagrody Fundacji im. Kościelskich, Nagrody Fandomu Polskiego im. Janusza A. Zajdla, Nagrody im. Kazimierza Wyki, Nagrody Paszportów „Polityki”, Nagrody „Literatury na Świecie”, Nagrody Literackiej Gdynia, Nagrody Literackiej im. Jerzego Żuławskiego, Nagrody Mediów Publicznych Cogito czy Bestsellerów Empiku.

### 2009
- Europejska Nagroda Literacka: 2 nominacje, nagroda: Jacek Dukaj Lód
- Nagroda „Pióro Fredry”: nagroda: Zofia i Jerzy Nowosielscy, Tadeusz Różewicz Korespondencja
- Nagroda Literacka Nike: nominacja: Ignacy Karpowicz Gesty

### 2010
- Wrocławska Nagroda Poetycka „Silesius”: nagroda: Piotr Matywiecki Powietrze i czerń
- Nagroda im. Juliusza Żuławskiego: nagroda Jacek Dukaj Wroniec
- Nagroda Teofrasta: nagroda: Ewa Woydyłło Rak duszy

### 2011
- Paszport „Polityki”: nagroda: Ignacy Karpowicz Balladyny i romanse
- Nagroda Literacka Nike: nagroda: Marian Pilot Pióropusz, 5 nominacji: Ewa Lipska Pogłos, Ignacy Karpowicz Balladyny i romanse, Michał Głowiński Kręgi obcości, Sławomir Mrożek Dziennik t. 1. 1962-1969
- Nike czytelników: nagroda: Sławomir Mrożek Dziennik t. 1. 1962-1969
- Wrocławska Nagroda Poetycka „Silesius”: nagroda: Urszula Kozioł za całokształt twórczości
- Nagroda Literacka Gdynia: nagroda: Ewa Lipska Pogłos
- Nagroda Literacka Miasta Stołecznego Warszawy: w kategorii poezja: Jarosław Mikołajewski Zbite szklanki
- Bestsellery Empiku 2010: nagroda: Katarzyna Grochola Zielone drzwi

### 2012
- Paszport „Polityki”: nagroda: Mikołaj Łoziński Książka
- Nagrody Historyczne „Polityki”: nagroda: Grzegorz Motyka Od rzezi wołyńskiej do akcji „Wisła”
- Bestsellery Empiku 2011: nagroda w kategorii literatura faktu: Danuta Wałęsa Marzenia i tajemnice

### 2013
- Literacka Nagroda Nobla: Alice Munro
- Paszport „Polityki”: nagroda: Szczepan Twardoch Morfina
- Literacka Nagroda Nike: 2 nominacje: Szczepan Twardoch Morfina, Anna Janko Pasja według św. Hanki, Nike czytelników: Szczepan Twardoch Morfina

### 2014
- Nagroda „Pióro Fredry”: Krzysztof Karpiński Był jazz
- Tytuł Książki Roku: Olga Tokarczuk Księgi Jakubowe
- Literacka Nagroda Nike: 2 nominacje: Ignacy Karpowicz ości, Jerzy Pilch, Drugi dziennik

### 2015
- Literacka Nagroda Nike: 2 nominacje: nagroda: Olga Tokarczuk Księgi Jakubowe
- Książka Historyczna Roku: 1 nominacja, nagroda: Kazimierz Krajewski Na straconych posterunkach
- Nagroda Fundacji im. Kościelskich: nagroda: Szczepan Twardoch Drach
- Modernizacja roku 2014: wyróżnienie dla Wydawnictwa Literackiego

### 2016
- Nagroda Literacka Miasta Stołecznego Warszawy: proza – Anna Janko Mała zagłada, poezja – Piotr Matywiecki Którędy na zawsze
- Nagrody Historyczne „Polityki”: nominacja: Andrzej Nowak Pierwsza zdrada Zachodu
- Nagroda im. Kuryłowiczów za przekład dzieła matematycznego: Pierwsze wyróżnienie dla Agnieszki Sobolewskiej za przekład Księgi matematycznych tajemnic Iana Stewarta
- Nagroda Gryfia: Anna Janko Mała zagłada
- Angelus 2016: nominacje: Anna Janko Mała zagłada, Andrzej Muszyński Podkrzywdzie
- Nagroda Literacka „Brücke Berlin” Preis: Szczepan Twardoch i tłumacz Olaf Kühl Drach
- Literacka Nagroda Nike: 2 nominacje: Ewa Lipska Czytnik linii papilarnych i Piotr Matywiecki Którędy na zawsze

### 2017
- Bestsellery Empiku 2016: nagroda w kategorii literatura obyczajowa: Katarzyna Grochola Przeznaczeni
- Literacka Nagroda Nike: 2 nominacje: Urszula Kozioł Ucieczki i Jerzy Kronhold Skok w dal
- Nagroda Literacka Gdynia: nominacja: Szczepan Twardoch Król
- Nagroda Literacka Miasta Stołecznego Warszawy: tytuł Warszawskiego Twórcy: Hanna Krall, poezja – Jerzy Kronhold Skok w dal